# Station Stavelot

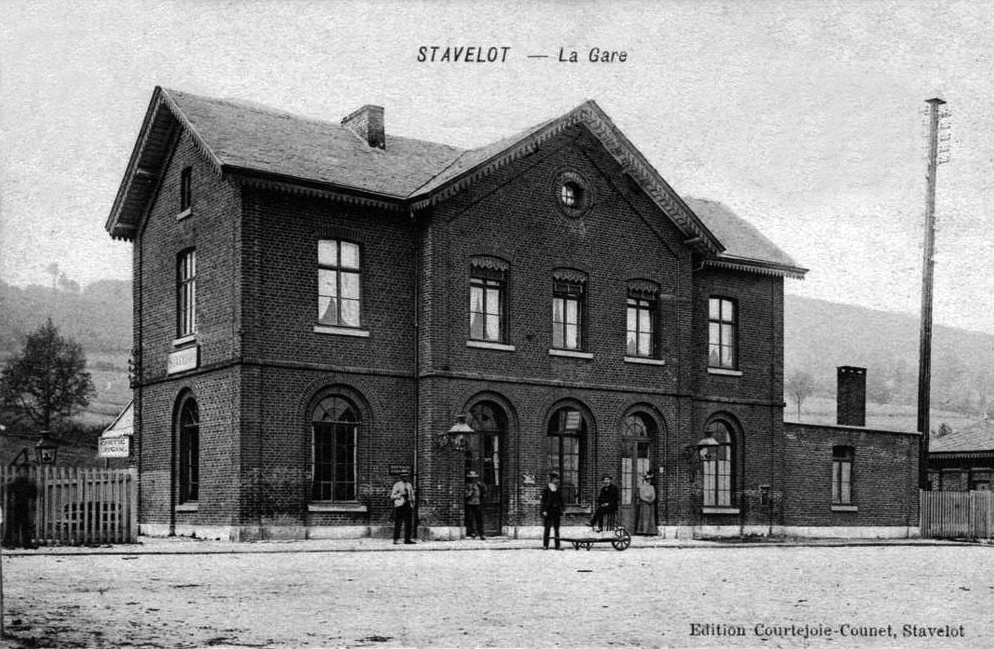
Station Stavelot omstreeks 1900

Station Stavelot is een voormalig spoorwegstation langs de spoorlijnen 44 (naar station Pepinster) en 45 (van station Trois-Ponts naar station Weismes) in de stad Stavelot.
0,0: Pepinster ·
0,7: Pepinster-Cité ·
1,6: Pepinster-Chinheid ·
3,2: Juslenville ·
3,8: Theux-Marie-Louise ·
4,2: Theux ·
5,0: Theux-Centre ·
5,6: Franchimont ·
7,4: La Reid ·
9,6: Marteau ·
11,2: Spa ·
12,5: Spa-Géronstère ·
15,2: Nivezé ·
19,8: Sart-lez-Spa ·
23,7: Hockai ·
27,3: Francorchamps ·
36,8: Stavelot